# Міністр військово-морських сил США

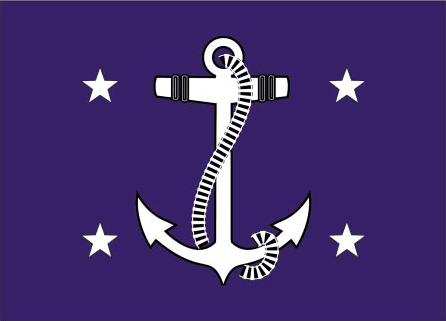
Прапор міністра військово-морських сил США

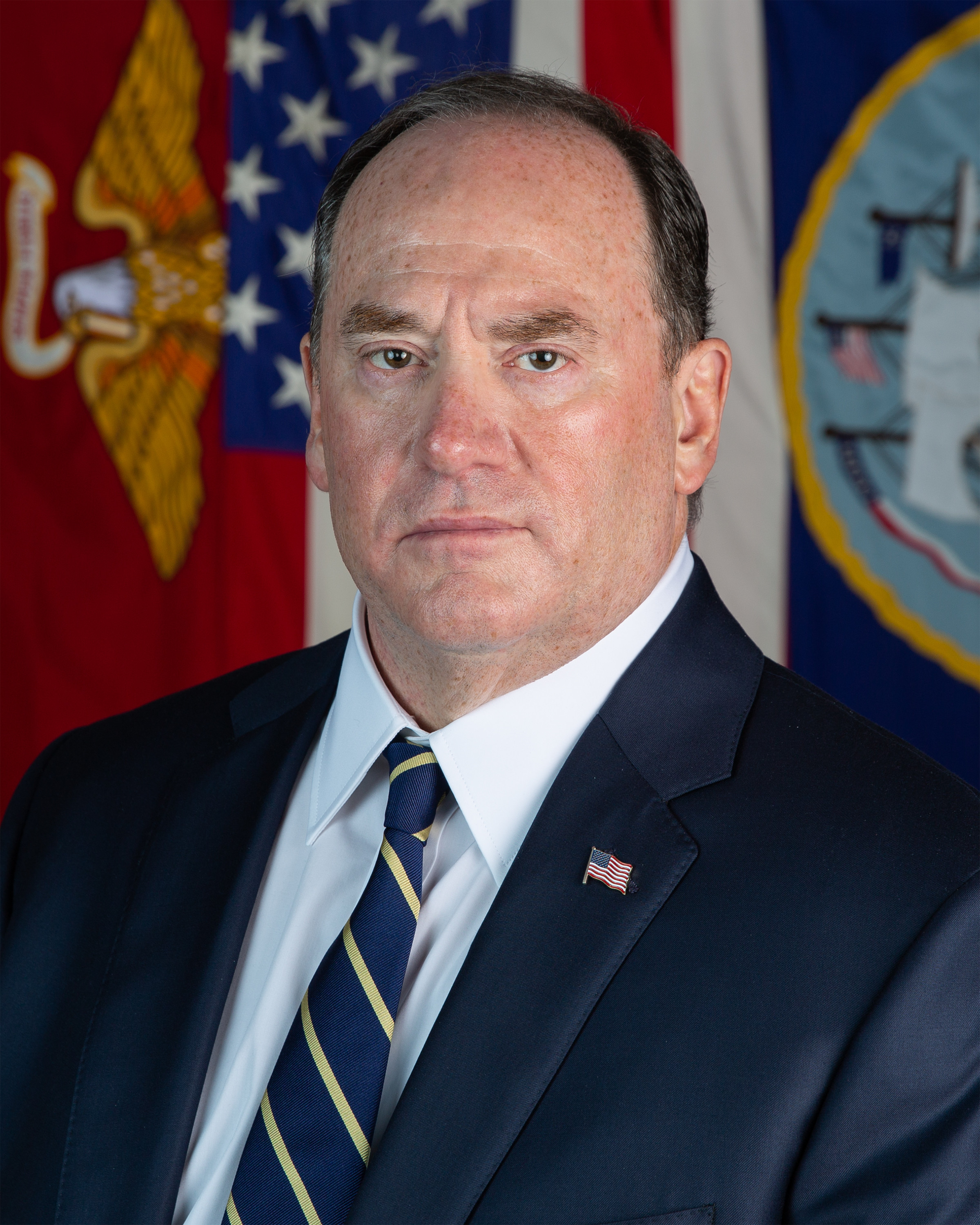
77-й секретар військово-морських сил США Джон Фелан (з 25 березня 2025)

Міні́стр військо́во-морськи́х сил США або Секретар військово-морськи́х сил США (англ. United States Secretary of the Navy) — цивільна посада в Міністерстві оборони США, відповідна рангу міністра в інших державах. Несе відповідальність за всі питання, що стосуються повсякденного життя військово-морських сил, а так само за придбання обладнання, ревізію, питання зв'язку, фінансову діяльність і за зв'язок з громадськістю.
Кандидатура міністра ВМС висувається президентом США і затверджуються Сенатом. Не входить до складу кабінету міністрів і підпорядковується лише міністрові оборони.
Міністр військово-морських сил США відповідно до розділу 10 Коду Сполучених Штатів несе відповідальність за керівництво усіма справами військово-морського міністерства країни, включаючи: набір особового складу, організаційні питання, постачання, забезпечення, тренування, мобілізаційні питання та демобілізацію ветеранів. Він також відповідає за проектування, суднобудування, ремонт та обслуговування корабельного складу ВМС, а також інфраструктури та матеріальної бази флоту.

## Організація
До секретаріату міністра військово-морських сил входять:
- заступник секретаря ВМС;
- помічник секретаря ВМС;
- генеральний юрисконсульт Департаменту ВМС;
- голова воєнно-юридичної служби флоту;
- генеральний інспектор ВМС;
- голова комітету законодавчих справ;
- голова комітету військово-морських досліджень.

## Список секретарів ВМС США

### Континентальний конгрес (1775—1784)
| Посада                                                                    | Фото | Прізвище             | Термін у посаді                   |
| ------------------------------------------------------------------------- | ---- | -------------------- | --------------------------------- |
| Голова комітету з морських справ                                          |      | Джон Адамс           | 13 жовтня 1775—1779               |
| Член комітету з морських справ                                            |      | Джон Ленгдон         | 13 жовтня 1775—?                  |
| Член комітету з морських справ                                            |      | Сайлас Дін           | 13 жовтня 1775—?                  |
| Член комітету з морських справ                                            |      | Джозеф Г'юз          | 1775                              |
| Комітет Континентальних ВМС (підкомітет Комітету з морських справ)        |      |                      | 6 листопада 1776 — 28 жовтня 1779 |
| Голова Континентального Комітету адміралтейства                           |      | Френсіс Льюїс        | Грудень 1779—1780                 |
| Секретар військово-морських справ                                         |      | Александер Макдугалл | 7 лютого — 29 серпня 1781         |
| Член з військово-морських справ (перетворене на Суперінтенданта фінансів) |      | Роберт Морріс        | 29 серпня 1781—1784               |

- Посада секретаря військово-морських сил США запроваджена, але лишається вакантною.

### Департамент ВМС (1798—1947)
| №   | Фото                          | Прізвище                 | Штат              | Термін у посаді                    | За часів правління       |
| --- | ----------------------------- | ------------------------ | ----------------- | ---------------------------------- | ------------------------ |
| 1   |                               | Бенджамін Стоддерт       | Меріленд          | 18 червня 1798 — 31 березня 1801   | Джон Адамс               |
| 2   |                               | Роберт Сміт              | Меріленд          | 27 липня 1801 — 4 березня 1809     | Томас Джефферсон         |
| 3   |                               | Пол Гамільтон            | Південна Кароліна | 15 травня 1809 — 31 грудня 1812    | Джеймс Медісон           |
| 4   |                               | Вільям Джонс             | Пенсільванія      | 19 січня 1813 — 1 грудня 1814      | Джеймс Медісон           |
| 5   |                               | Бенджамін Крауніншілд    | Массачусетс       | 16 січня 1815 — 30 вересня 1818    | Джеймс Медісон           |
| 5   | Джеймс Монро                  | Бенджамін Крауніншілд    | Массачусетс       | 16 січня 1815 — 30 вересня 1818    |                          |
| 6   |                               | Сміт Томпсон             | Нью-Йорк          | 1 січня 1819 — 31 серпня 1823      |                          |
| 7   |                               | Семуель Саутард          | Нью-Джерсі        | 16 вересня 1823 — 4 березня 1829   |                          |
| 7   | Джон Квінсі Адамс             | Семуель Саутард          | Нью-Джерсі        | 16 вересня 1823 — 4 березня 1829   |                          |
| 8   |                               | Джон Бранч               | Північна Кароліна | 9 березня 1829 — 12 травня 1831    | Ендрю Джексон            |
| 9   |                               | Леві Вудбері             | Нью-Гемпшир       | 23 травня 1831 — 30 червня 1834    | Ендрю Джексон            |
| 10  |                               | Маглон Дікерсон          | Нью-Джерсі        | 1 липня 1834 — 30 червня 1838      | Ендрю Джексон            |
| 10  | Мартін ван Бюрен              | Маглон Дікерсон          | Нью-Джерсі        | 1 липня 1834 — 30 червня 1838      |                          |
| 11  |                               | Джеймс Полдінг           | Нью-Йорк          | 1 липня 1838 — 4 березня 1841      |                          |
| 12  |                               | Джордж Едмунд Беджер     | Північна Кароліна | 6 березня 1841 — 11 вересня 1841   | Вільям Генрі Гаррісон    |
| 12  | Джон Тайлер                   | Джордж Едмунд Беджер     | Північна Кароліна | 6 березня 1841 — 11 вересня 1841   |                          |
| 13  |                               | Абель Паркер Апшер       | Вірджинія         | 11 жовтня 1841 — 23 липня 1843     |                          |
| 14  |                               | Девід Хеншоу             | Массачусетс       | 24 липня 1843 — 18 лютого 1844     |                          |
| 15  |                               | Томас Волкер Гілмер      | Вірджинія         | 19 лютого 1844 — 28 лютого 1844    |                          |
| 16  |                               | Джон Янг Мейсон          | Вірджинія         | 26 березня 1844 — 4 березня 1845   |                          |
| 17  |                               | Джордж Банкрофт          | Массачусетс       | 11 березня 1845 — 9 вересня 1846   | Джеймс Нокс Полк         |
| 18  |                               | Джон Янг Мейсон          | Вірджинія         | 10 вересня 1846 — 4 березня 1849   | Джеймс Нокс Полк         |
| 19  |                               | Вільям Престон           | Вірджинія         | 8 березня 1849 — 22 липня 1850     | Закарі Тейлор            |
| 20  |                               | Вільям Александер Грехем | Північна Кароліна | 2 серпня 1850 — 25 липня 1852      | Міллард Філлмор          |
| 21  |                               | Джон Пендлтон Кеннеді    | Меріленд          | 26 липня 1852 — 4 березня 1853     | Міллард Філлмор          |
| 22  |                               | Джеймс Доббін            | Північна Кароліна | 8 березня 1853 — 4 березня 1857    | Франклін Пірс            |
| 23  |                               | Ісаак Тусей              | Коннектикут       | 7 березня 1857 — 4 березня 1861    | Джеймс Б'юкенен          |
| 24  |                               | Гідеон Веллс             | Коннектикут       | 7 березня 1861 — 4 березня 1869    | Авраам Лінкольн          |
| 24  | Ендрю Джонсон                 | Гідеон Веллс             | Коннектикут       | 7 березня 1861 — 4 березня 1869    |                          |
| 25  |                               | Адольф Борі              | Пенсільванія      | 9 березня 1869 — 25 червня 1869    | Улісс Грант              |
| 26  |                               | Джордж Робесон           | Нью-Джерсі        | 26 червня 1869 — 4 березня 1877    | Улісс Грант              |
| ТВО |                               | Вільям Факсон            |                   | 4 березня 1877 — 13 березня 1877   | Резерфорд Хейз           |
| 27  |                               | Річард Віггінтон Томпсон | Індіана           | 13 березня 1877 — 20 грудня 1880   | Резерфорд Хейз           |
| 28  |                               | Натан Гофф               | Західна Вірджинія | 7 січня 1881 — 4 березня 1881      | Резерфорд Хейз           |
| 29  |                               | Вільям Хант              | Луїзіана          | 7 березня 1881 — 16 квітня 1882    | Джеймс Гарфілд           |
| 29  | Честер Алан Артур             | Вільям Хант              | Луїзіана          | 7 березня 1881 — 16 квітня 1882    |                          |
| 30  |                               | Вільям Чендлер           | Нью-Гемпшир       | 16 квітня 1882 — 4 березня 1885    |                          |
| 31  |                               | Вільям Вітні             | Нью-Йорк          | 7 березня 1885 — 4 березня 1889    | Гровер Клівленд          |
| 32  |                               | Бенджамін Трейсі         | Нью-Йорк          | 6 березня 1889 — 4 березня 1893    | Бенджамін Гаррісон       |
| 33  |                               | Гіларі Герберт           | Алабама           | 7 березня 1893 — 4 березня 1897    | Гровер Клівленд          |
| 34  |                               | Джон Лонг                | Массачусетс       | 6 березня 1897 — 30 квітня 1902    | Вільям Мак-Кінлі         |
| 34  | Теодор Рузвельт               | Джон Лонг                | Массачусетс       | 6 березня 1897 — 30 квітня 1902    |                          |
| 35  |                               | Вільям Муді              | Массачусетс       | 1 травня 1902 — 30 червня 1904     |                          |
| 36  |                               | Пол Мортон               | Іллінойс          | 1 липня 1904 — 30 червня 1905      |                          |
| 37  |                               | Чарльз Бонапарте         | Меріленд          | 1 липня 1905 — 16 грудня 1906      |                          |
| 38  |                               | Віктор Меткальф          | Каліфорнія        | 17 грудня 1906 — 30 листопада 1908 |                          |
| 39  |                               | Трумен Ньюберрі          | Мічиган           | 1 грудня 1908 — 4 березня 1909     |                          |
| 40  |                               | Джордж фон Ленгерке Маєр | Массачусетс       | 6 березня 1909 — 4 березня 1913    | Вільям Говард Тафт       |
| 41  |                               | Джозефус Деніелс         | Північна Кароліна | 5 березня 1913 — 4 березня 1921    | Томас Вудро Вілсон       |
| 42  |                               | Едвін Денбі              | Мічиган           | 6 березня 1921 — 10 березня 1924   | Воррен Гардінг           |
| 42  | Калвін Кулідж                 | Едвін Денбі              | Мічиган           | 6 березня 1921 — 10 березня 1924   |                          |
| ТВО |                               | Теодор Рузвельт молодший |                   | 10 березня 1924 — 19 березня 1924  |                          |
| 43  |                               | Кертіс Вілбур            | Каліфорнія        | 19 березня 1924 — 4 березня 1929   |                          |
| 44  |                               | Чарльз Адамс III         | Массачусетс       | 5 березня 1929 — 4 березня 1933    | Герберт Гувер            |
| 45  |                               | Клод Свенсон             | Вірджинія         | 4 березня 1933 — 7 липня 1939      | Франклін Делано Рузвельт |
| 46  |                               | Чарльз Едісон            | Нью-Джерсі        | 7 липня 1939 — 2 січня 1940        | Франклін Делано Рузвельт |
| 46  | 2 січня 1940 — 24 червня 1940 | Чарльз Едісон            | Нью-Джерсі        |                                    | Франклін Делано Рузвельт |
| ТВО |                               | Льюїс Комптон            |                   | 24 червня 1940 — 11 липня 1940     | Франклін Делано Рузвельт |
| 47  |                               | Френк Нокс               | Іллінойс          | 11 липня 1940 — 28 квітня 1944     | Франклін Делано Рузвельт |
| ТВО |                               | Ральф Бард               |                   | 28 квітня 1944 — 19 травня 1944    | Франклін Делано Рузвельт |
| 48  |                               | Джеймс Форрестол         | Нью-Йорк          | 19 травня 1944 — 17 вересня 1947   | Франклін Делано Рузвельт |
| 48  | Гаррі Трумен                  | Джеймс Форрестол         | Нью-Йорк          | 19 травня 1944 — 17 вересня 1947   |                          |

### Міністерство оборони 1947–по т.ч.
| №   | Фото          | Прізвище                | Термін у посаді   | Термін у посаді   | Термін у посаді | За часів правління                                                                     | За часів правління                      |
| №   | Фото          | Прізвище                | Початок           | Кінець            | Днів у посаді   | Секретар оборони                                                                       | Президент                               |
| --- | ------------- | ----------------------- | ----------------- | ----------------- | --------------- | -------------------------------------------------------------------------------------- | --------------------------------------- |
| 49  |               | Джон Салліван           | 18 вересня 1947   | 24 травня 1949    | 614             | Джеймс Форрестол Луїс Артур Джонсон                                                    | Гаррі Трумен                            |
| 50  |               | Френсіс Меттьюз         | 25 травня 1949    | 31 липня 1951     | 797             | Луїс Артур Джонсон Джордж Маршалл                                                      | Гаррі Трумен                            |
| 51  |               | Ден Кімбелл             | 31 липня 1951     | 20 січня 1953     | 539             | Джордж Маршалл Роберт Ловетт                                                           | Гаррі Трумен                            |
| 52  |               | Роберт Бернерд Андерсон | 4 лютого 1953     | 3 березня 1954    | 392             | Чарльз Ервін Вілсон                                                                    | Дуайт Ейзенхауер                        |
| 53  |               | Чарльз Томас            | 3 травня 1954     | 1 квітня 1957     | 1064            | Чарльз Ервін Вілсон                                                                    | Дуайт Ейзенхауер                        |
| 54  |               | Томас Гейтс             | 1 квітня 1957     | 8 червня 1959     | 798             | Чарльз Ервін Вілсон Нейл Макелрой                                                      | Дуайт Ейзенхауер                        |
| 55  |               | Вільям Франке           | 8 червня 1959     | 19 січня 1961     | 591             | Нейл Макелрой Томас Гейтс                                                              | Дуайт Ейзенхауер                        |
| 56  |               | Джон Конналлі           | 25 січня 1961     | 20 грудня 1961    | 329             | Роберт Макнамара                                                                       | Джон Фіцджеральд Кеннеді                |
| 57  |               | Фред Корт               | 4 січня 1962      | 1 листопада 1963  | 666             | Роберт Макнамара                                                                       | Джон Фіцджеральд Кеннеді                |
| ТВО |               | Пол Фей                 | 2 листопада 1963  | 28 листопада 1963 | 26              | Роберт Макнамара                                                                       | Джон Фіцджеральд Кеннеді Ліндон Джонсон |
| 58  |               | Пол Нітце               | 29 листопада 1963 | 30 червня 1967    | 1309            | Роберт Макнамара                                                                       | Ліндон Джонсон                          |
| ТВО |               | Чарльз Бейрд            | 1 липня 1967      | 31 серпня 1967    | 61              | Роберт Макнамара                                                                       | Ліндон Джонсон                          |
| 59  |               | Пол Ігнатіус            | 1 вересня 1967    | 24 січня 1969     | 511             | Роберт Макнамара Кларк Кліффорд Мелвін Лейрд                                           | Ліндон Джонсон Річард Ніксон            |
| 60  |               | Джон Чейфі              | 31 січня 1969     | 4 травня 1972     | 1189            | Мелвін Лейрд                                                                           | Річард Ніксон                           |
| 61  |               | Джон Ворнер             | 4 травня 1972     | 8 квітня 1974     | 704             | Мелвін Лейрд Елліот Річардсон Джеймс Шлезінгер                                         | Річард Ніксон                           |
| 62  |               | Вільям Міддендорф       | 8 квітня 1974     | 20 січня 1977     | 1018            | Джеймс Шлезінгер Дональд Рамсфелд                                                      | Річард Ніксон Джеральд Форд             |
| 63  |               | Грехем Клейтор          | 14 лютого 1977    | 24 серпня 1979    | 921             | Гарольд Браун                                                                          | Джиммі Картер                           |
| 64  |               | Едвард Гідальго         | 24 жовтня 1979    | 20 січня 1981     | 454             | Гарольд Браун                                                                          | Джиммі Картер                           |
| 65  |               | Джон Леман              | 5 лютого 1981     | 10 квітня 1987    | 2255            | Каспар Вайнбергер                                                                      | Рональд Рейган                          |
| 66  |               | Джим Вебб               | 1 травня 1987     | 23 лютого 1988    | 298             | Каспар Вайнбергер Френк Карлуччі                                                       | Рональд Рейган                          |
| 67  |               | Вільям Бол              | 28 березня 1988   | 15 травня 1989    | 413             | Френк Карлуччі Дік Чейні                                                               | Рональд Рейган Джордж Герберт Вокер Буш |
| 68  |               | Генрі Гаррет III        | 15 травня 1989    | 26 червня 1992    | 1138            | Дік Чейні                                                                              | Джордж Герберт Вокер Буш                |
| ТВО |               | Деніель Говард          | 26 червня 1992    | 7 липня 1992      | 11              | Дік Чейні                                                                              | Джордж Герберт Вокер Буш                |
| 69  |               | Шон О'Кіффі             | 7 липня 1992      | 2 жовтня 1992     | 87              | Дік Чейні                                                                              | Джордж Герберт Вокер Буш                |
| 69  | 2 жовтня 1992 | Шон О'Кіффі             | 20 січня 1993     | 110               |                 | Дік Чейні                                                                              | Джордж Герберт Вокер Буш                |
| ТВО |               | адмірал Френк Келсо     | 20 січня 1993     | 21 липня 1993     | 182             | Лес Еспін                                                                              | Білл Клінтон                            |
| 70  |               | Джон Далтон             | 22 липня 1993     | 16 листопада 1998 | 1943            | Лес Еспін Вільям Перрі Вільям Коен                                                     | Білл Клінтон                            |
| 71  |               | Річард Данциг           | 16 листопада 1998 | 20 січня 2001     | 796             | Вільям Коен                                                                            | Білл Клінтон                            |
| ТВО |               | Роберт Пірі             | 20 січня 2001     | 24 травня 2001    | 124             | Дональд Рамсфелд                                                                       | Джордж Вокер Буш                        |
| 72  |               | Гордон Інгленд          | 24 травня 2001    | 30 січня 2003     | 616             | Дональд Рамсфелд                                                                       | Джордж Вокер Буш                        |
| ТВО |               | Сюзан Лівінгстон        | 30 січня 2003     | 7 лютого 2003     | 8               | Дональд Рамсфелд                                                                       | Джордж Вокер Буш                        |
| ТВО |               | Гансфорд Джонсон        | 7 лютого 2003     | 30 вересня 2003   | 235             | Дональд Рамсфелд                                                                       | Джордж Вокер Буш                        |
| 73  |               | Гордон Інгленд          | 1 жовтня 2003     | 29 грудня 2005    | 820             | Дональд Рамсфелд                                                                       | Джордж Вокер Буш                        |
| ТВО |               | Діонель Авілес          | 29 грудня 2005    | 3 січня 2006      | 5               | Дональд Рамсфелд                                                                       | Джордж Вокер Буш                        |
| 74  |               | Дональд Вінтер          | 3 січня 2006      | 13 березня 2009   | 1165            | Дональд Рамсфелд Роберт Гейтс                                                          | Джордж Вокер Буш Барак Обама            |
| ТВО |               | Бадді Пенн              | 13 березня 2009   | 19 травня 2009    | 67              | Роберт Гейтс                                                                           | Барак Обама                             |
| 75  |               | Рей Мабус               | 19 травня 2009    | 20 січня 2017     | 2803            | Роберт Гейтс Леон Панетта Чак Гейгель Ештон Картер                                     | Барак Обама                             |
| ТВО |               | Шон Стекклі             | 20 січня 2017     | 3 серпня 2017     | 195             | Джеймс Меттіс Патрік Шенаген (в.о.) Марк Еспер (в.о.) Річард Спенсер (в.о.) Марк Еспер | Дональд Трамп                           |
| 76  |               | Річард Спенсер          | 3 серпня 2017     | 24 листопада 2019 | 843             | Джеймс Меттіс Патрік Шенаген (в.о.) Марк Еспер (в.о.) Річард Спенсер (в.о.) Марк Еспер | Дональд Трамп                           |
| 77  |               | Томас Модлі             | 24 листопада 2019 | на посаді         | 1951            | Джеймс Меттіс Патрік Шенаген (в.о.) Марк Еспер (в.о.) Річард Спенсер (в.о.) Марк Еспер | Дональд Трамп                           |